# Prunus cerasus
Prunus cerasus, el guindo, cerezo ácido o cerezo de Morello es una especie de Prunus del subgénero Cerasus, nativo de Europa y sudoeste de Asia. Está estrechamente emparentado con Prunus avium, cerezo silvestre, también conocido como cerezo dulce. Sin embargo, su fruta es más ácida y utilizada, sobre todo, en preparaciones culinarias.

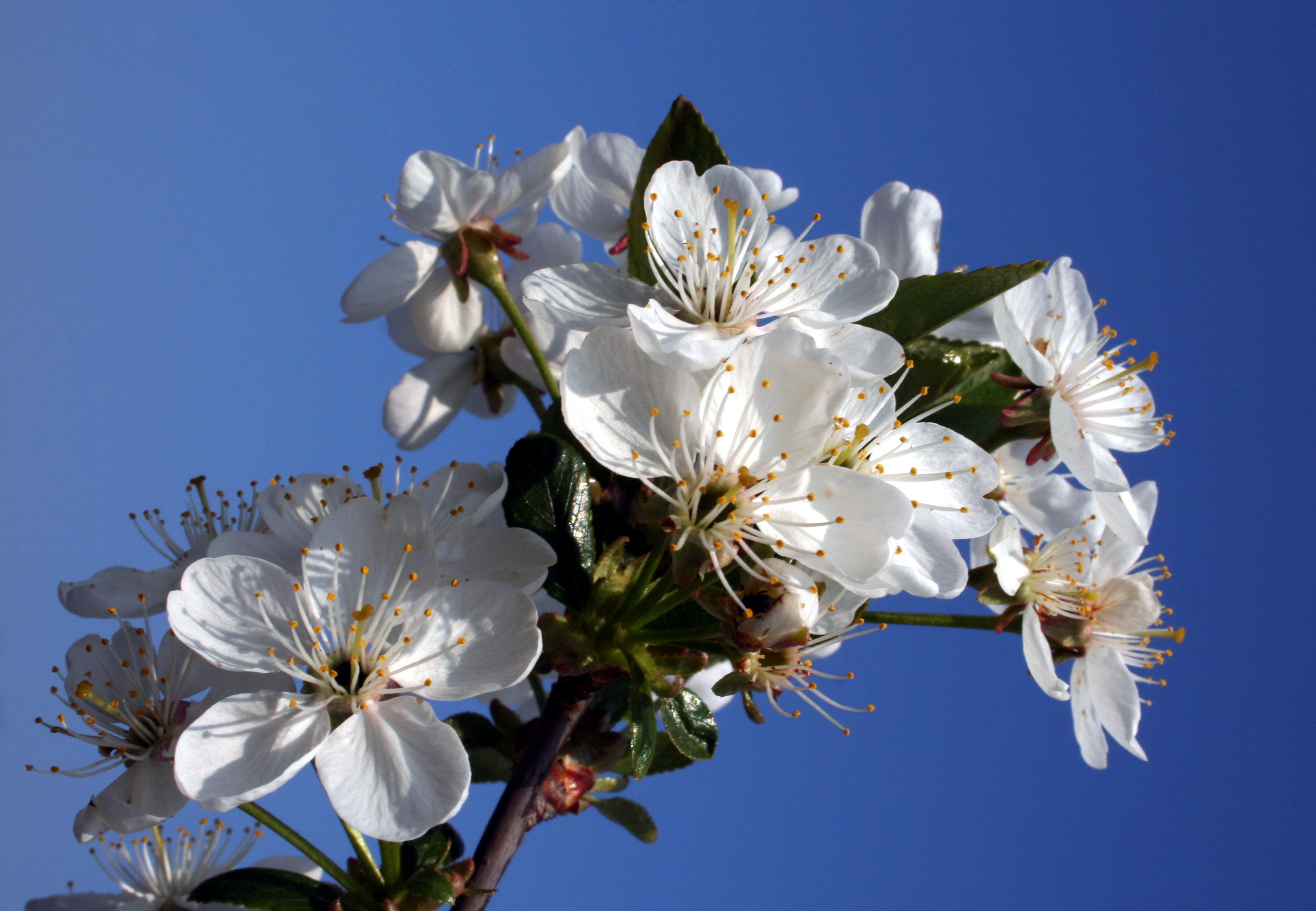
Flores.

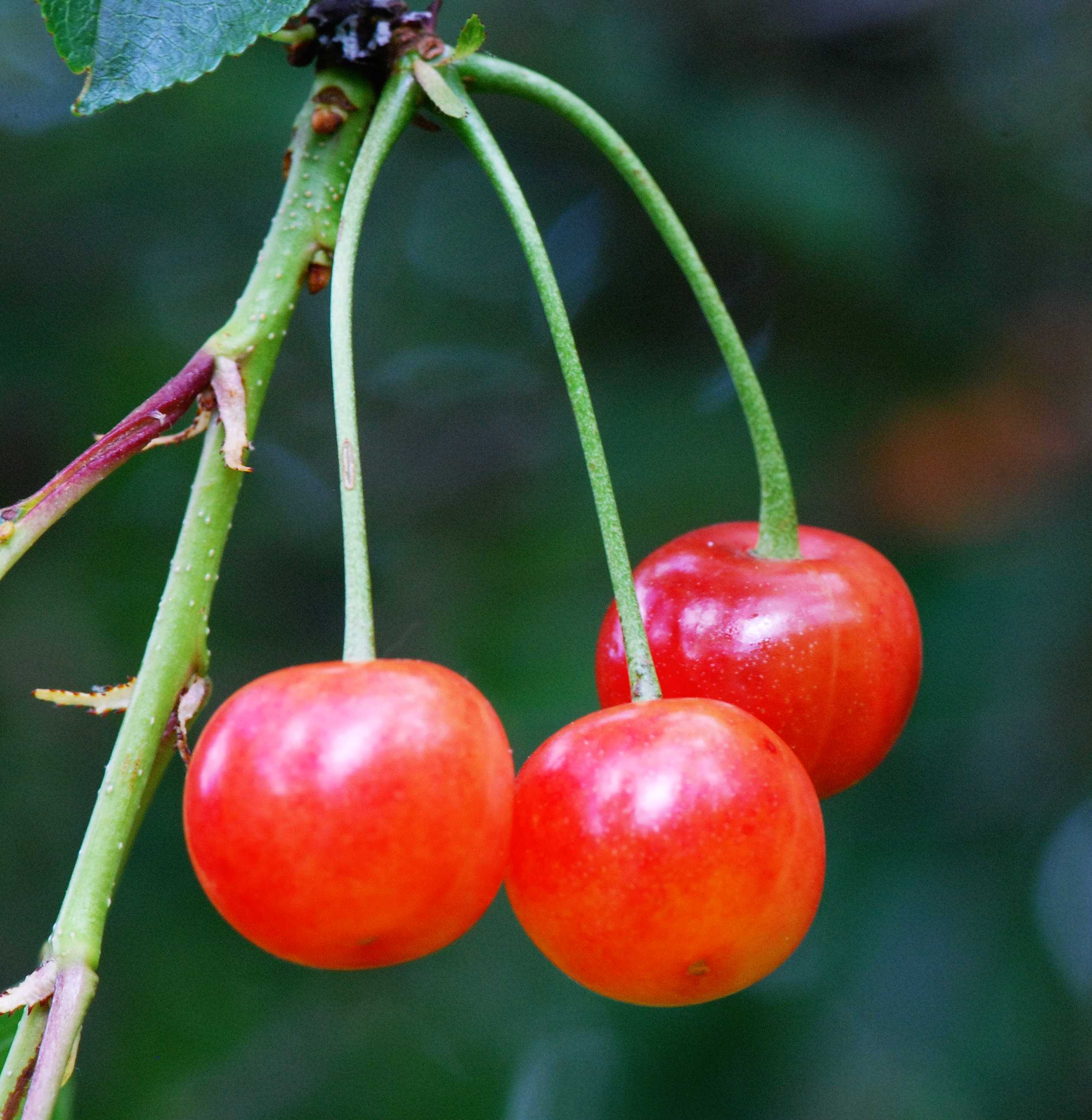
Fruto.

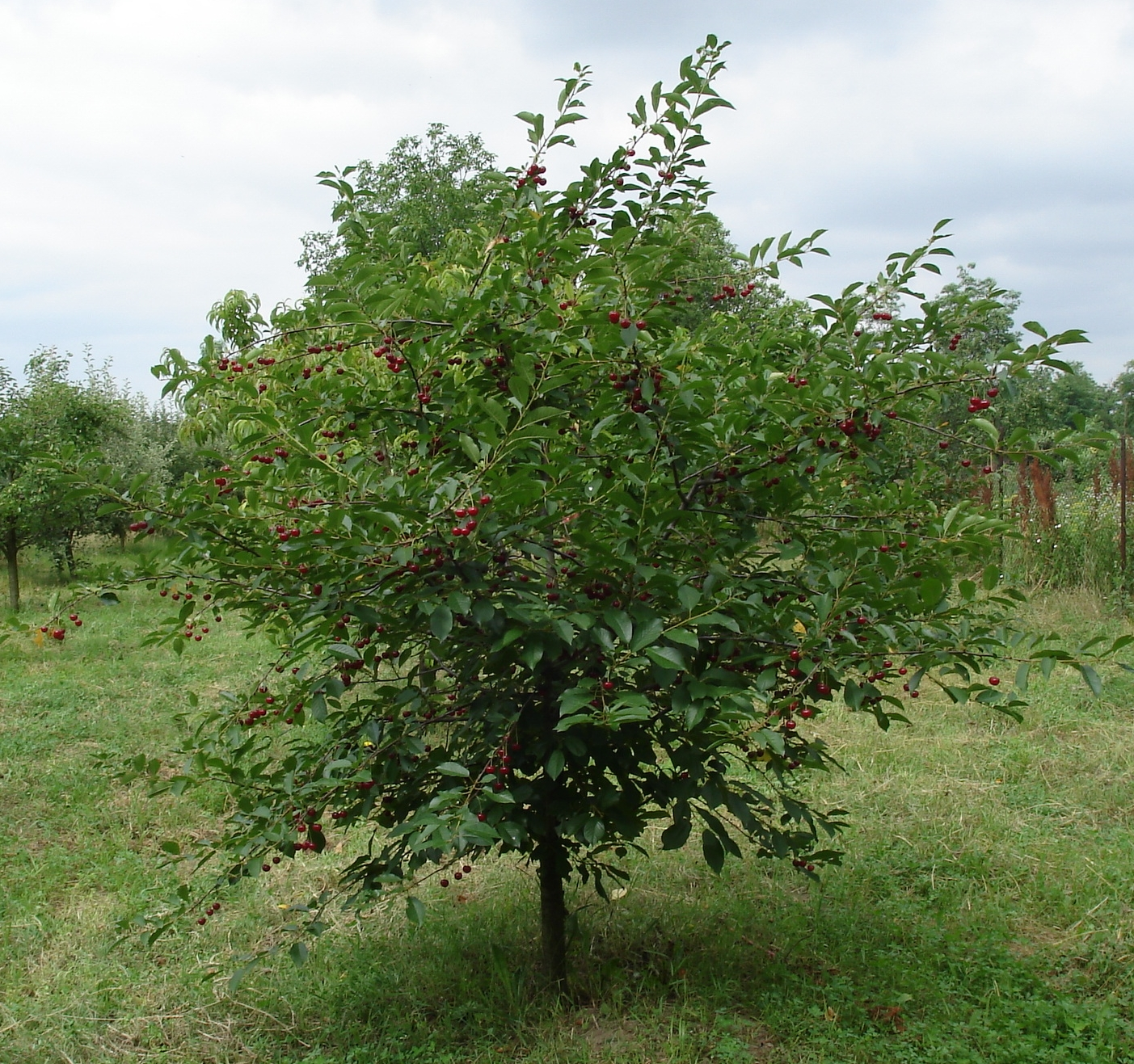
Vista del árbol.

Su fruta se llama guinda o cereza. No obstante, en Bolivia se conoce con este último nombre al fruto de la especie Prunus salicifolia.

## Descripción
El árbol, más pequeño que el cerezo silvestre, crece entre 4-10 metros de altura, con numerosas ramillas en cada rama. Hojas ovaladas o elípticas de 3,5 a 7,5 cm de longitud. Los frutos rojos casi negros, nacen en los tallos más cortos y tienen un diámetro promedio entre 13 y 20 milímetros.

## Historia
Los cerezos comunes cultivados fueron seleccionados a partir de especímenes silvestres de Prunus cerasus y la dudosamente dispar especie Prunus acida, natural del mar Caspio y el mar Negro. Conocidos por los griegos en el 300 a. C., también eran populares entre los persas y romanos, quienes los introdujeron en Gran Bretaña mucho antes del siglo I. Su cultivo se popularizó en tiempos de Enrique VIII, en el siglo XVI y hacia 1640 se habían registrado más de dos docenas de cultivares. Los colonos ingleses que llegaron a Massachusetts plantaron la primera variedad de cerezo común, Kentish Red.
Antes de la Segunda Guerra Mundial existían más de cincuenta cultivares en Inglaterra; hoy, sin embargo, se cultivan pocos comercialmente y a pesar de que continúan existiendo las variedades Kentish Red, Amarelles, Griottes y Flemish, sólo se vende la genérica Morello en la mayoría de los viveros. Esta variedad es de floración tardía, por lo que tiene que soportar menos heladas, lo cual significa una cosecha más productiva. Los frutos maduran a finales de verano, finales de agosto en Inglaterra. Es autofértil y sería una buena polinizadora para otras variedades si no floreciera tan tarde.

## Cultivo
El guindo presenta requerimientos de frío para una adecuada ruptura de la dormición e inicio de la nueva estación de crecimiento. Estos requerimientos de frío son muy variables, según los cultivares: desde 600 a 1 500 horas de frío. El guindo requiere condiciones de cultivo similares a las del Prunus avium cerezo dulce, es decir, suelos profundos, de textura franca o franco-arenosa, bien drenados, sin horizontes arcillosos ni capas freáticas hasta al menos 1 metro de profundidad. Suele ser más exigente en nitrógeno que el cerezo dulce. Con la cereza se elaboran diversos licores o destilados, como el  Marrasquino y el Kirsch.

## Propiedades
- Principios activos: contiene sales potásicas, trazas de polifenoles: taninos catéquicos. Flavonoides.[5]
- Indicaciones: es utilizado como diurético, astringente, expectorante. Indicado para estados en los que se requiera un aumento de la diuresis: afecciones genitourinarias (cistitis, ureteritis, uretritis, pielonefritis, oliguria, urolitiasis), hiperazotemia, hiperuricemia, gota, hipertensión arterial, edemas, sobrepeso acompañado de retención de líquidos. Su uso como diurético en presencia de hipertensión, cardiopatías o insuficiencia renal moderada o grave, sólo debe hacerse por prescripción y bajo control médico, ante el peligro que puede suponer el aporte incontrolado de líquidos, la posibilidad de que se produzca una descompensación tensional o, si la eliminación de potasio es considerable, una potenciación del efecto de los cardiotónicos.[5]

Se usan los pedúnculos de los frutos. Decocción: 10%, hervir 10 minutos. Tomar medio litro al día. Si los pedúnculos son frescos, macerar previamente durante 12 horas.

## Simbología
Véase simbología del cerezo

## Taxonomía
Prunus cerasus fue descrita por Carlos Linneo y publicado en Species Plantarum 1: 474–475, en el año 1753.
Etimología
Prunus: nombre genérico que proviene de un antiguo nombre griego (προύνη), y luego latino (prūnus, i) del ciruelo. Ya empleado por, entre otros, Virgilio (Geórgicas, 2, 34) y Plinio el Viejo (Historia naturalis,13, XIX, 64)
cerasus: epíteto latíno
Sinonimia
- Cerasus ácida (Ehrh.) Borkh.
- Cerasus austera (L.) Borkh.
- Cerasus austera (L.) M.Roem.
- Cerasus collina Lej. & Courtois
- Cerasus fruticosa Pall.
- Cerasus vulgaris Mill.
- Prunus ácida Ehrh.
- Prunus aestiva Salisb.
- Prunus austera (L.) Ehrh.[9]
- Cerasus avium subsp. acida (Ehrh.) Bonnier & Layens
- Cerasus vulgaris subsp. acida (Ehrh.) Dostál (ed.)
- Cerasus vulgaris var. frutescens (Neilr.) Cinovskis
- Cerasus vulgaris var. caproniana (L.) Buia in Savul. (ed.)
- Prunus caproniana (L.) Gaudin
- Prunus cerasus subsp. acida (Ehrh.) Schübl. & G.Martens
- Prunus cerasus var. acida (Ehrh.) Willd.[10][11]

## Nombre comunes
- guindo, cerezo ácido, cerezo de Morello, cerezo de la Selva Negra
- cerecera, cerezal, cerezo, cerezo borde, cerezo bravío, cerezo común, cerezo de los pájaros, cerezo de monte, cerezo de todos los santos, cerezo guindal, cerezo mollar, cerezo silvestre, ciruelo silvestre, garrafal, guinda, guindal, guindas (fruto), guindero, guindo, guindo común, guindo comunero, guindo garrafal, guindo griego, guindo silvestre, guindo zorrero, montesina[10]